# Reda Akbib
Reda Akbib (29 januari 2001) is een Belgisch voetballer die sinds 2024 uitkomt voor RSD Jette.

## Carrière
Akbib genoot zijn jeugdopleiding bij FC Brussels, RSC Anderlecht, KV Mechelen, KAA Gent en Sporting Charleroi. Toen AA Gent-trainer Jess Thorup op 12 december 2019 niet genoeg verdedigers had voor de Europa League-wedstrijd tegen PFK Oleksandrija, werd Akbib in de kern opgenomen. Toch maakte hij uiteindelijk zijn profdebuut in het shirt van Sporting Charleroi: op 17 april 2021 viel hij in de competitiewedstrijd tegen KAS Eupen (2-3-verlies) in de 87e minuut in voor Guillaume Gillet.
Akbib begon het seizoen 2021/22 bij Charleroi, maar uiteindelijk stapte hij over naar Oud-Heverlee Leuven, waar hij dat seizoen bij de jeugd speelde. Een jaar later verhuisde hij naar Union Sint-Gillis, waar hij twee seizoenen met de beloften in de Tweede afdeling speelde. In mei 2024 nam reeksgenoot RSD Jette hem over van het tweede elftal van Union.

## Clubstatistieken
| Seizoen         | Club                  | Land            | Competitie           | Competitie | Competitie | Beker | Beker | Supercup | Supercup | Europees | Europees | Totaal | Totaal |
| Seizoen         | Club                  | Land            | Competitie           | Wed.       | Dlp.       | Wed.  | Dlp.  | Wed.     | Dlp.     | Wed.     | Dlp.     | Wed.   | Dlp.   |
| --------------- | --------------------- | --------------- | -------------------- | ---------- | ---------- | ----- | ----- | -------- | -------- | -------- | -------- | ------ | ------ |
| 2020/21         | Sporting Charleroi    | Vlag van België | Eerste klasse A      | 1          | 0          | 0     | 0     | —        | —        | 0        | 0        | 1      | 0      |
| 2021/22         | OH Leuven             | Vlag van België | Eerste klasse A      | 0          | 0          | 0     | 0     | —        | —        | —        | —        | 0      | 0      |
| 2022/23         | Union Sint-Gillis U23 | Vlag van België | Tweede afdeling ACFF | 8          | 0          | —     | —     | —        | —        | —        | —        | 8      | 0      |
| 2023/24         | Union Sint-Gillis U23 | Vlag van België | Tweede afdeling ACFF | 7          | 0          | —     | —     | —        | —        | —        | —        | 7      | 0      |
| 2024/25         | RSD Jette             | Vlag van België | Tweede afdeling ACFF | 2          | 0          | 0     | 0     | —        | —        | —        | —        | 2      | 0      |
| Carrière totaal | Carrière totaal       | Carrière totaal | Carrière totaal      | 18         | 0          | 0     | 0     | 0        | 0        | 0        | 0        | 18     | 0      |

Bijgewerkt op 5 november 2024.